# Оруджев, Сеймур Вагиф оглы
Сеймур Вагиф оглы Оруджев (азерб. Seymur Vaqif oğlu Orucov; род. 27 октября 1984, Нахичевань) — глава исполнительной власти Агстафинского района.

## Биография
Родился 27 октября 1984 года в г. Нахичевань. В 2005 году окончил бакалавриат факультета «Финансы и кредит» Азербайджанского государственного экономического университета. В 2007 году получил степень магистра того же факультета.
В 2010 году защитил диссертацию на тему «Проблемы регулирования доходов и расходов государственного бюджета в современных условиях».
Доктор философии по экономике.
Являлся преподавателем Азербайджанского государственного экономического университета.
С 2006 по июнь 2009 года являлся председателем профессионального союза студентов данного университета. 
С ноября 2009 по апрель 2011 года являлся проректором по воспитательной работе Азербайджанского государственного экономического университета.
С 4 апреля 2011 года — председатель Республиканского комитета независимого профессионального союза работников связи Азербайджана.
С 29 января 2011 года — председатель молодёжного объединения партии «Новый Азербайджан».
Председатель правления общественного объединения «Содействие интеллектуальному развитию молодежи». Член Наблюдательного совета Фонда молодежи Азербайджана.
Глава исполнительной власти Агстафинского района (с 21 мая 2020).
Член партии »Новый Азербайджан».

## Награды
- Медаль «Прогресс» (4 июня 2010, за заслуги в области развития образования и в связи с 90-летием Свободного профессионального союза работников образования)[2]
- Почётный диплом Президента Азербайджана (28 января 2016, за продуктивную деятельность в сфере молодёжной политики Азербайджана)[3]